# Georges Desmarées

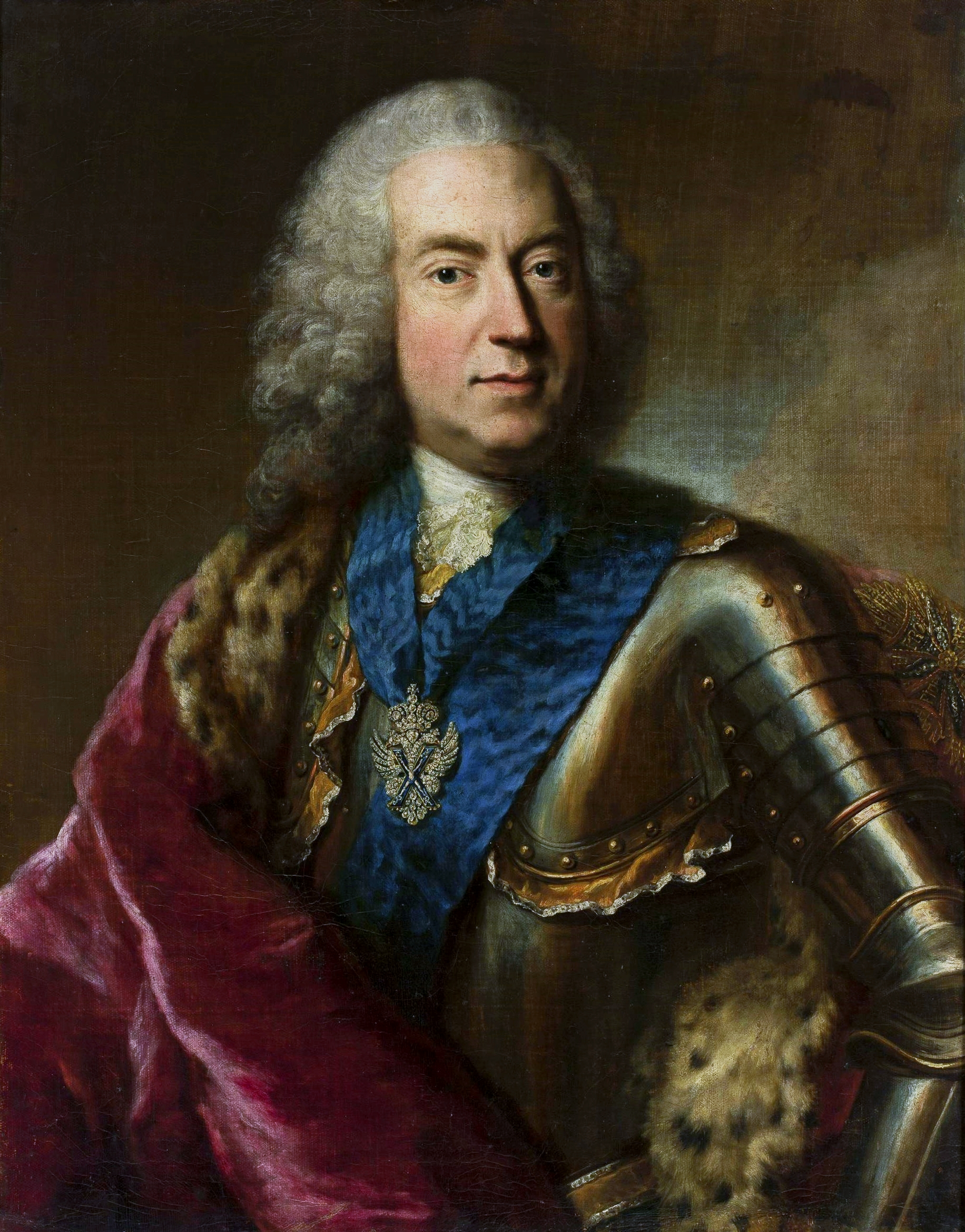
obraz Desmaréesa: Karl August Rex – minister saski (ok. 1760)

Georges Desmarées (ur. 29 października 1697 w Gimo (Szwecja), zm. 3 października 1776 w Monachium) – malarz niemiecki pochodzenia szwedzkiego.
W Sztokholmie uczył go Martin van Meytens. W 1724 Desmarées wyjechał na dalszą naukę do Amsterdamu. Później działał w Norymberdze, Padwie, Wenecji i Rzymie. Od 1731 roku był nadwornym portrecistą w Monachium. We wczesnym okresie ulegał wpływom Jan Kupecký'ego. Potem rozwijał się samodzielnie i zyskał sławę jednego z najwybitniejszych niemieckich portrecistów.